# J. Schmalz
 (mars 2021).
Si vous disposez d'ouvrages ou d'articles de référence ou si vous connaissez des sites web de qualité traitant du thème abordé ici, merci de compléter l'article en donnant les références utiles à sa vérifiabilité et en les liant à la section « Notes et références ».
Pour les articles homonymes, voir Schmalz.

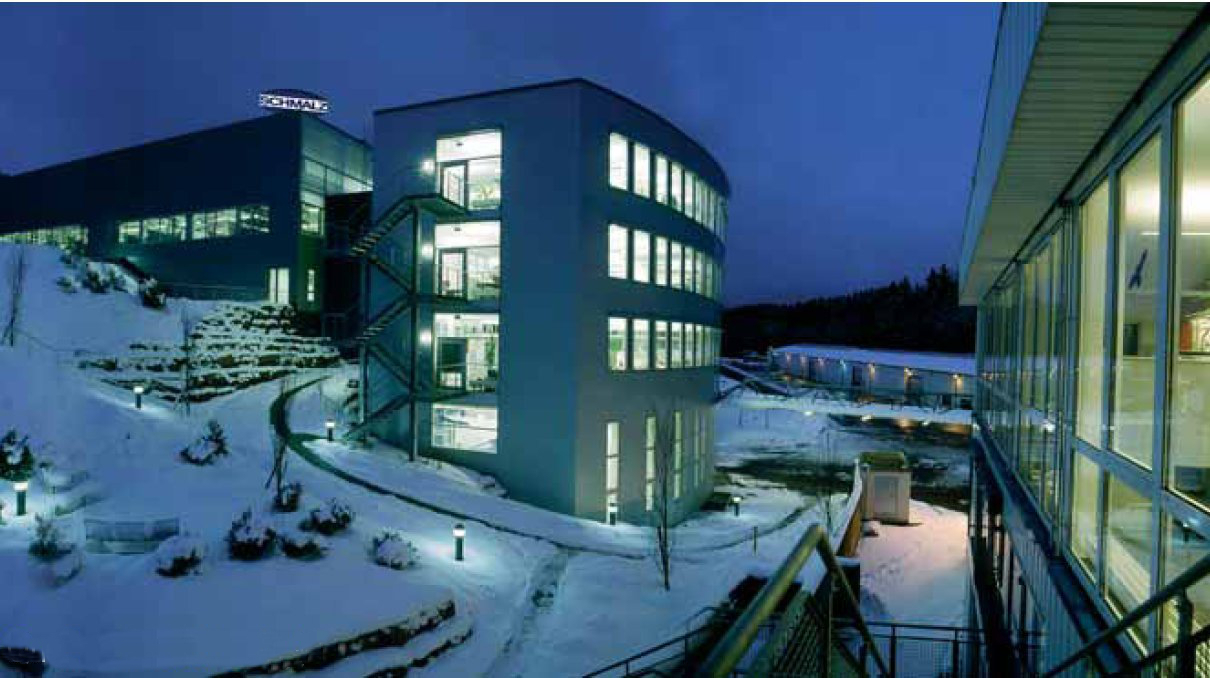
Des locaux en hiver

J. Schmalz GmbH est une fabrique de lames de rasoir, fondée en 1910 à Glatten, dans la Forêt-Noire, avant de s'orienter vers la technologie du vide pour les techniques d'automatisation et de manipulation.
Au fil des ans, le programme de production de l'entreprise a évolué des lames de rasoir aux composants pour le vide, aux systèmes de manipulation par le vide, aux systèmes de préhension par le vide et aux systèmes de bridage par le vide en passant par les appareils de transport. 

L'entreprise est leader mondial en matière de technique de bridage par le vide et un des premiers fournisseurs mondiaux dans le secteur de la technologie du vide pour les techniques d'automatisation et de manipulation ; elle emploie environ 850 collaborateurs (état : 2014).  Son réseau de vente comprend 16 filiales à l'étranger : Chine, Finlande, France, Inde, Italie, au Japon, Canada, en Corée, Mexico, aux Pays-Bas, en Pologne, Russie, Suisse, Espagne, Turquie et aux États-Unis.

## Histoire
Johannes Schmalz créa la « Fabrique de lames de rasoirs Johannes Schmalz » à Glatten en 1910. La qualité de la marque « Glattis » fut très vite célèbre dans toute l’Allemagne et l’usine commercialisait jusqu’à 600 000 lames de rasoir par mois.
Le développement du rasage électrique entraîna cependant une nouvelle orientation de l’entreprise. À partir de 1948, l’ingénieur Artur Schmalz la conduisit vers de nouveaux succès avec ses développements très novateurs dans le secteur de la construction de véhicules légers. La fabrique produisit alors des chariots à bagages et des escaliers mobiles pour les aéroports ainsi que des appareils de transport pour les fabriques de meubles. L’entreprise fut réorientée vers la technologie du vide par Kurt Schmalz dès qu’il en reprit  la direction en 1984. En 1990, Wolfgang Schmalz vint rejoindre la direction de l'entreprise. A deux, les frères Schmalz réussirent à développer l’entreprise familiale pour en faire un des leaders mondiaux dans le secteur de la technologie du vide.

La première filiale fut ouverte en Suisse en 1998. Schmalz dispose aujourd'hui d'un réseau de vente dans le monde entier avec ses 16 succursales. En 2008, la surface de l'entreprise a été agrandie à 10 170 m2.

## Produits
La technique du vide de Schmalz est utilisée partout où les processus de production imposent de déplacer des pièces, de les serrer ou de les transporter de façon ergonomique.
- Composants pour le vide. Les composants pour le vide offrent une assistance pour toutes les solutions d'automatisation et de manipulation adaptées à un large cercle d'utilisateurs et à de nombreux secteurs professionnels. La gamme de produits comprend tous les composants, depuis les ventouses et les générateurs de vide, jusqu’aux éléments de fixation et les dispositifs de surveillance de systèmes.
- Systèmes de préhension par le vide : les systèmes de préhension par le vide complexes permettent un accroissement de productivité significatif dans les processus automatisés. Les systèmes disponibles permettent de saisir des couches ou des surfaces et comprennent également des réseaux d'aspiration utilisables dans tous les secteurs de l'automatisation.
- Systèmes de manipulation par le vide : les dispositifs de levage par le vide ergonomiques Jumbo et VacuMaster sont utilisés pour la manipulation de pièces et dans les installations de grutage ; ils sont parfaitement adaptés aux applications individuelles des entreprises.
- Systèmes de bridage par le vide : la technique de bridage par le vide est utilisée pour les machines d'usinage à commande CNC afin d'accroître la productivité et la rentabilité des entreprises.